# Yevonde Middleton
Yevonde Cumbers Middleton, de soltera Yevonde Cumbers y firma profesional Madame Yevonde (Streatham, 5 de enero de1893-Londres, 22 de diciembre de 1975), fue una fotógrafa inglesa, pionera en el uso del color en los retratos fotográficos.

## Biografía
Admiradora de la feminista Mary Wollstonecraft en su adolescencia, se unió al movimiento sufragista en 1910. Más tarde, decidió aprender fotografía y obtuvo un puesto de aprendiz de tres años con la retratista Lallie Charles.
Tras abrir su propio estudio a los 21 años en el número 92 de Victoria Street, Londres, comenzó a hacerse un nombre invitando a personalidades conocidas a posar gratis. Sus fotos se publicaron en revistas de sociedad como Tatler y The Sketch. Enseguida se alejó del estilo rígido del «pigeon pouter» de Lallie Charles y se orientó hacía un trabajo más creativo. A menudo fotografiaba sus sujetos mirando lejos de la cámara y usaba accesorios para crear efectos. 
En 1920 se casó con el periodista y dramaturgo Edward Middleton; abrió un estudio más grande, se unió a la Asociación de Fotógrafos Profesionales y a la Sociedad Real de Fotografía y presentó su trabajo en una exposición.  
A principios de los años treinta, comenzó a experimentar con fotografía en color, utilizando un nuevo proceso de color, Vivex de Color Photography Limited de Willesden. La introducción de la fotografía en color no fue muy popular inicialmente, los fotógrafos y el público estaban tan acostumbrados a las fotos en blanco y negro que las primeras reacciones al nuevo proceso fueron a veces hostiles, y el proceso Vivex resultaba complejo. Yevonde Middleton, sin embargo, estaba entusiasmada y pasaba horas en su estudio experimentando con el proceso para obtener los mejores resultados. En 1932 presentó una exposición de retratos y naturalezas muertas en la galería Albany, en el distrito de Mayfair. Esta exposición, mitad monocromática, mitad color, tuvo cierto éxito.
Su trabajo atrajo la atención de la familia real inglesa. Su notoriedad le permitió así producir una notable serie titulada Goddesses [Diosas]. Las participantes en sus sesiones de pose están vestidas con trajes usados anteriormente en un baile benéfico de la alta sociedad de Londres, celebrado en Claridge's en marzo de 1935, y encarnan figuras de la mitología, rodeadas de objetos elegidos por la fotógrafa. Sus fotografías, así puestas en escena, utilizan el color, el vestuario y la utilería para crear una atmósfera específica en torno a los sujetos. Sus obras, como Circe, Minerva, etc., han sido denominadas «tableaux vivants».
A fines de 1939, la empresa Color Photographs Ltd cerró y el proceso Vivex dejó de existir. En abril de ese mismo año, muere su marido. Yevonde vuelve a trabajar en blanco y negro y continúa produciendo retratos. Aunque trabajó hasta su muerte en diciembre de 1975, poco antes de cumplir 83 años, se recuerda mejor su trabajo de la década de 1930, por su aportación a la promoción de la fotografía en color.